# Lillaskog, Hässleholms kommun
Lillaskog är en småort i Vinslövs socken i Hässleholms kommun i Skåne län.

## Befolkningsutveckling
| Befolkningsutvecklingen i Lillaskog 1990–2015 | Befolkningsutvecklingen i Lillaskog 1990–2015 | Befolkningsutvecklingen i Lillaskog 1990–2015 | Befolkningsutvecklingen i Lillaskog 1990–2015 | Befolkningsutvecklingen i Lillaskog 1990–2015 |
| --------------------------------------------- | --------------------------------------------- | --------------------------------------------- | --------------------------------------------- | --------------------------------------------- |
|                                               |                                               |                                               |                                               |                                               |
| År                                            |                                               |                                               | Folkmängd                                     | Areal (ha)                                    |
| 1990                                          | 1990                                          |                                               | 70                                            | 6                                             |
| 1995                                          | 1995                                          |                                               | 75                                            | 10                                            |
| 2000                                          | 2000                                          |                                               | 69                                            | 10                                            |
| 2005                                          | 2005                                          |                                               | 59                                            | 10                                            |
| 2010                                          | 2010                                          |                                               | 50                                            | 10                                            |
| 2015                                          | 2015                                          |                                               | 58                                            | 18                                            |
|                                               |                                               |                                               |                                               |                                               |